# Kunti (Sampung)
Kunti is een bestuurslaag in het regentschap Ponorogo van de provincie Oost-Java, Indonesië. Kunti telt 3266 inwoners (volkstelling 2010).